# Filisoma rizalinum
Filisoma rizalinum är en hakmaskart som beskrevs av Marcos A. Tubangui och Masilungan 1946. Filisoma rizalinum ingår i släktet Filisoma och familjen Cavisomidae. Inga underarter finns listade i Catalogue of Life.